# Kenney Jones
Pour les articles homonymes, voir Wills.
Kenneth Thomas Jones, dit Kenney, né le 16 septembre 1948 à Stepney un quartier de Londres, est un musicien britannique. Il est le batteur des Small Faces de Steve Marriott de 1966 à 1969, des Faces avec Rod Stewart et Ron Wood de 1970 à 1975 puis des Who (à la suite du décès de Keith Moon), de 1978 à 1988 avant d'être remplacé par Simon Phillips en 1989.  

## Biographie
Kenny Jones est né le 16 septembre 1948 à Stepney un quartier de Londres. Il est le fils de Samuel et Violet Jones.
Il crée un premier groupe avec Ronnie Lane, The Outcasts, en 1962. Au départ guitariste soliste, Lane change rapidement pour la basse, puis alors qu'il cherchait une basse, il a fait la rencontre de Steve Marriott qui travaille au J60 Music Bar de Manor Park à Londres. Après avoir acheté sa basse de marque Harmony, il se rend quotidiennement à la demeure de Marriott après le travail. Celui-ci lui montre alors sa collection de disques de Stax et Motown Records et ils sympathisent rapidement. Ils forment alors un groupe avec Kenney Jones à la batterie et Jimmy Winston à l'orgue et deviennent ainsi les Small Faces en 1966. Ils publièrent 3 albums avec cette formation entre 1966 et 1968.  
En 1969, après le départ de Steve Marriott parti former Humble Pie, les trois autres membres du groupe forment alors The Faces, et deviennent le groupe accompagnateur de Rod Stewart et Ronnie Wood, deux ex-Jeff Beck Group, de 1970 à 1975. En 1975, Ron Wood quitte le groupe pour rejoindre les  Rolling Stones et Rod Stewart se consacre à sa carrière solo. En 1977, après avoir dissous Humble Pie, Steve Marriott tente une reformation des Small Faces avec les membres originaux Ian McLagan aux claviers et Kenney à la batterie, moins Ronnie Lane toutefois car atteint de sclérose en plaques et remplacé par Rick Wills à la basse. Après deux albums Playmates en 1977, et 78 in the Shade en 1978, le groupe se sépare une dernière fois à cause de la faible vente de leurs disques et du peu d'intérêt des fans.
Après le décès de Keith Moon, Kenney devient le batteur des Who, de 1979 à 1982. Il les accompagne de nouveau  à l'occasion du concert de charité Live Aid en 1985.
Entre 1991 et 1992, il forme le groupe The Law avec Paul Rodgers.
Il a six enfants, il a été marié au top modèle Jayne Andrew, avec laquelle il a quatre enfants : Dylan (1972), Jesse (1977), Casey (1987) et Jay (1989). Il a conçu Cody (1994) et Erin (1997) avec sa seconde femme.

## Discographie

### Small Faces
Albums studio
- Small Faces (1966)
- Small Faces (1967)
- There Are But Four Small Faces (1968) - Réédition du deuxième album pour le marché américain.
- Ogdens' Nut Gone Flake (1968)
- Playmates (1977) - Groupe reformé par Steve Marriott après la première dissolution de Humble Pie.
- 78 in the Shade (1978)

Compilations
- From the Beginning (1967)
- The Autumn Stone (1969)

### Faces
Albums studio
- First Step (1970)
- Long Player (1971)
- A Nod Is As Good As a Wink... to a Blind Horse (1971)
- Ooh La La (1973)

Album live
- Coast to Coast: Overture and Beginners (1974)

### The Who
Albums studio
- Face Dances (1981)
- It's Hard (1982)
- Who's Last (1984)

Album live
- Live from Toronto (2006)

Compilation
- Thirty Years of Maximum R&B (1994) - Kenney joue sur "The Real Me", "You Better You Bet", "Eminence Front", & "Twist and Shout" - Coffret 4 CD

### The Law
- The Law (1991)

### The Jones Gang
- Any Day Now (2001)

### Collaborations
- Gasoline Alley de Rod Stewart (1970) - Kenney joue sur My Way Of Giving & You're My Girl
- Woman Child de Marsha Hunt (1971) - A été réédité en 1987 sous le titre Walk On Gilded Splinters
- Every Picture Tells a Story de Rod Stewart (1971) - Joue sur (I Know) I'm Losing You, non crédité
- Never A Dull Moment de Rod Stewart (1972) - Joue sur True Blue
- It's Only Rock'n'Roll des Rolling Stones (1974) - Joue sur It's Only Rock'n'Roll (But I Like It)
- Smiler de Rod Stewart (1974)
- Now Look de Ron Wood (1975) - Sur Caribbean Boogie & Now Look
- La Booga Rooga de Andy Fairweather Low (1975) - Sur Halfway To Everything, 8 Ton Crazy &  Inner City Highwayman
- Tommy Original Soundtrack Recording Artistes Variés (1975) - Sur Eyesight To The Blind, The Acid Queen, Extra, Extra, Extra, There's A Doctor, Smash The Mirror, I'm Free, Miracle Cure
- Mahoney's Last Stand de Ron Wood & Ronnie Lane (1976) - Sur Tonight's Number
- Be Bop 'N' Holla de Andy Fairweather Low (1976) - Sur Checking Out The Checker
- Joan Armatrading de Joan Armatrading (1976) - Sur 4 chansons
- Show Some Emotion de Joan Armatrading (1977) - Sur Opportunity
- Schizophonia de Mike Batt (1977) - Sur Don't Let Me Be Misunderstood
- McVicar Bande Originale du film homonyme avec Roger Daltrey (1980)
- Empty Glass de Peter Townshend (1980) - Sur Rough Boys
- Back To The Egg de Paul McCartney & Wings (1979) - Sur Rockestra Theme & So Glad To See You Here